# Jean-Jacques Ampère
Pour les articles homonymes, voir Ampère (homonymie).
Jean-Jacques Ampère, né le 12 août 1800 à Lyon et mort le 27 mars 1864 à Pau, est un historien, écrivain et voyageur français.

## Biographie
Fils du célèbre physicien André-Marie Ampère, Jean-Jacques a passé les trois premières années de sa vie à Poleymieux. Il est venu ensuite à Lyon avec sa mère ; à sept ans, après la mort de celle-ci, il est appelé par son père auprès de lui à Paris. Dans sa première jeunesse, il a manifesté un goût très vif pour les sciences naturelles. Tout enfant, il collectionnait avec ardeur les plantes et les insectes. Au lycée Henri-IV, et plus tard au collège Bourbon, dont il a suivi les cours comme externe libre, ses études ont été assez médiocres jusqu’à la première, où il est passé tout à coup au premier  rang, et remporté, au concours général, un prix de discours français. En philosophie, même succès, nouveau prix au concours général, sur le sujet de l’existence de Dieu.
Auditeur assidu des cours publics de la Sorbonne et du Collège de France, il a appris à traiter des questions de littérature et de philologie, avec François Raynouard, Claude Fauriel, Abel Villemain, et il s’est familiarisé avec la philosophie et l’histoire avec François Guizot, Augustin Thierry, Théodore Jouffroy et surtout Victor Cousin, dont il a été un disciple des plus ardents. En littérature, il se passionnait pour Werther, Ossian, la littérature allemande, anglaise, et les premiers efforts du romantisme.
En 1825, il a fait à pied un voyage en Suisse, en compagnie de son camarade le botaniste Adrien de Jussieu:47. Au retour de ses voyages, il a fait à Paris son stage de professeur de littérature et, à l’école des maitres, il a appris la profession d’enseignant. Il a écrit une tragédie, Rosmonde, dont le sujet était emprunté à l’histoire des Lombards en Italie, reçue à l'unanimité, après audition préalable de Talma. Cette pièce n’a jamais été jouée car son auteur était déjà parti pour l’Italie, mais l’avait néanmoins fait introduire chez Juliette Récamier, le 1er janvier 1820:45, chez qui il  rencontrait Chateaubriand, auquel l’avait présenté Pierre-Simon Ballanche, l’ami de son père. 
Ce premier voyage d’Italie, entrepris le 2 novembre 1823, a ramené le romantique en herbe à l'antiquité. Revenu au bout d’un an, il s’est occupé tout à la fois à étudier les langues étrangères (spécialement le chinois), et à composer une seconde tragédie au sujet espagnol, Rachel, dont il avait conçu le plan au cours de son voyage, et restée en portefeuille. Envahi par la fièvre politique du moment et à moitié carbonaro, vivement impressionné par les tentatives d’innovation littéraire qui se produisaient çà et là, quand le Globe philosophique s’est fondé en 1824, il n’a pas tardé à y entrer à la suite de Paul-François Dubois, de Pierre Leroux, de Jouffroy, de Jean-Philibert Damiron, de Charles de Rémusat. Il y rédige son article sur le principe d’imitation dans les arts, article remarqué tant à cause de son mérite d’originalité (dans un temps où l’on étudiait peu les littératures étrangères), qu’à cause de sa modération, qui tranchait au milieu de la vivacité de la polémique du jour, mêlant à toutes ces agitations littéraires, scientifiques et politiques des préoccupations d’une autre nature, dont la trace se retrouve dans une nouvelle inédite, Christian, et dans un assez grand nombre de poésies plus ou moins mélancolique, dont une seule pièce, le Bonheur, a été publiée par Sainte-Beuve.
Il est également entré à la Revue française, fondée par Guizot en opposition au gouvernement de Charles X.
Parti s’installer, à l’automne 1826, à l’université de Bonn, avec 600 fr. en poche, il y est resté six mois, suivant les cours de Barthold Niebuhr, qui professait alors dans cette université son fameux cours sur l’histoire romaine, et du principal théoricien du mouvement romantique Auguste Schlegel. Ensuite, il est allé voir l’historien Heeren, le fabuliste Grimm, l’archéologue et mythologue Karl Otfried Müller à l’université de Göttingen.
Sur le chemin de Weimar pour aller contempler Goethe, il est tombé, dans l’Art et l’Antiquité, journal publié par Goethe, sur la traduction par Goethe lui-même d’un article qu’il avait publié sur ce dernier dans le Globe. Il a donc été très accueilli par Goethe et il a vécu pendant quelque temps au sein de la cour de Goethe et de la cour de Weimar.
À Berlin, il a été introduit par Alexander von Humboldt chez les philosophes Schleiermacher et Hegel, et les deux frères Humboldt. Admis, grâce à Juliette Récamier, chez le prince Auguste de Prusse, il a eu toute facilité de se livrer à ses explorations. Comme la grande affaire du monde littéraire et savant à Berlin était de fixer les rapports de la tradition germanique et de la tradition scandinave sur les Nibelungen, il a conçu que le seul moyen de résoudre le problème était d’aller étudier cette dernière en Scandinavie.
En Suède et en Norvège, il a constaté l’identité de Sigurd et de Siegfried, et ce voyage a produit les Esquisses du Nord, qui font partie du volume publié sous le titre de Littérature et Voyages. À son retour en France, il s’est trouva naturellement conduit à représenter la critique des littératures étrangères, et spécialement de la littérature allemande et scandinave, dans le Globe, où il a écrit une série d’articles, jusqu’en 1830.
Au commencement de 1830, il a été appelé à l’Athénée de Marseille pour y professer la littérature. Après la révolution de Juillet, il a été rappelé à Paris, son ancien professeur, Victor Cousin ayant obtenu pour lui, du duc de Broglie, la création d’une chaire de littératures étrangères à l’École normale, qui venait d’être rétablie sous le titre d’École préparatoire, par le nouveau gouvernement de Louis-Philippe, après avoir été fermée pendant les dernières années de la Restauration. Il y a eu comme confrères Eugène Burnouf, Théodore Jouffroy, Damiron, Michelet, Henri Patin, et a suppléé successivement, à la Faculté des lettres, à Claude Fauriel puis, l’année suivante, à Abel Villemain.
Il donnait, en même temps, de grands travaux à la Revue des Deux-Mondes. En 1833, à la mort du poète et dramaturge François Andrieux, il lui a choisi pour lui succéder dans la chaire de professeur de littérature française au Collège de France. Dans cet établissement, à trente-deux ans, il a professé, à côté de son père, un cours de littérature française qu’il a poursuivi pendant douze ans. Il a eu des séances où, son père assis dans la chaire à côté de lui, Chateaubriand était assis au milieu de l’auditoire en face de lui. Il a ainsi été le premier à parler, en 1839, de « renaissance carolingienne », pour caractériser le rétablissement par les Carolingiens des connaissances et l’intérêt renouvelé pour la science, les livres et l’art, en particulier le rétablissement de l’art et du savoir de l’Empire romain. La première partie de ce cours, remaniée et rédigée sous forme de livre intitulé Histoire littéraire de la France avant le XIIe siècle, a été publiée en trois volumes, qui ont obtenu, en 1840, le prix Gobert de l’Académie des inscriptions et belles-lettres.

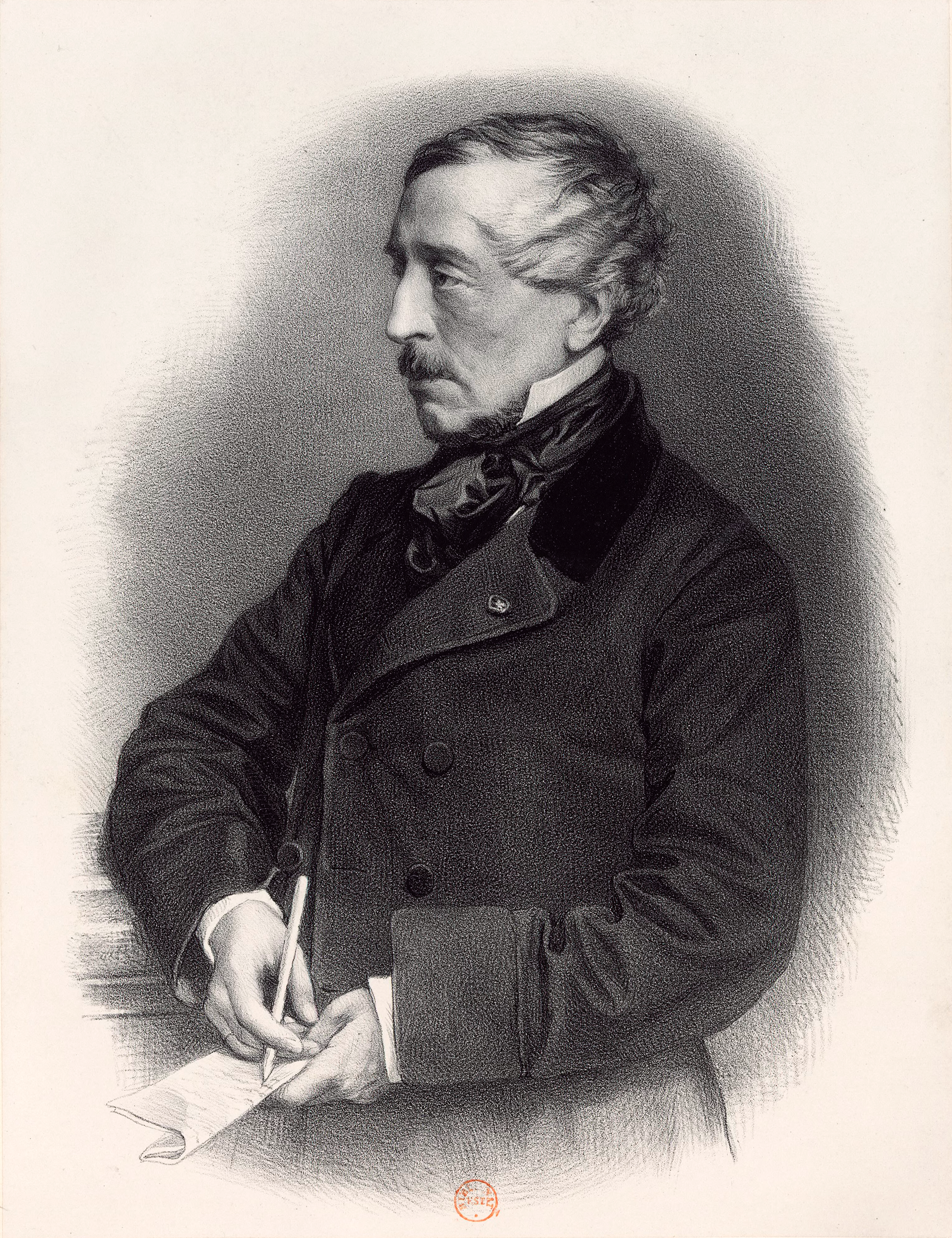
Lithographie d’Ampère par Auguste Lemoine d’après Adam-Salomon.

Dans De la formation de la langue française, publié en 1841, il a examiné en détail le processus de formation de la langue, comment elle est née de la décomposition du latin, quels éléments se sont venus joindre aux éléments latins et quels éléments plus anciens préexistaient, enfin quelles lois ont présidé à cette décomposition et à l’organisation nouvelle qui en est sortie. Ce volume lui a ouvert les portes de l’Académie des Inscriptions et Belles-Lettres, l’année suivante. La même année, il se démet de son poste à l’École normale pour se consacrer à son enseignement au Collège de France.
En quinze ans, il a écrit tour à tour dans la Revue des Deux-Mondes des travaux sur la langue, la littérature, le théâtre, les religions de la Chine ; sur les langues et les religions de l’Inde ; sur la littérature persane, sur les antiquités du Nord, en même temps reproduire en vers la légende scandinave de Sigurd, célébré dans une épitre à son ami Alexis de Tocqueville la liberté moderne et enfin, au milieu d’un grand nombre d’articles sur les sujets les plus différents, créer un genre de critique littéraire tout à fait original. Très lié à Tocqueville, il avait, au château de Tocqueville, une chambre dans une tourelle, loin de tout bruit, une étude à lui, qui portait son nom. Les domestiques continuaient de dire : « la chambre de M. Ampère », même lorsque vers la fin il était infidèle et qu’il ne venait plus.
Désireux d’étudier sur place les monuments littéraires des différents peuples, en septembre 1838, il a visité la Toscane et la Lombardie avec les archéologues Jean de Witte et Charles Lenormant. En 1841, il a effectué, avec les mêmes et Prosper Mérimée un premier voyage en Orient. En Grèce, il s’est brièvement séparé d’eux pour accomplir avec ce dernier, une course rapide en Asie Mineure. Il aura vu Naples, Malte, Syros, Athènes, Éphèse, Magnésie, Sardes, Smyrne puis Constantinople et Rome sur le chemin du retour, voyage raconté dans La Grèce, Rome et Dante : études littéraires d'après nature en 1848. C’est dans l’année qui a suivi ce voyage en Orient, en 1842, il a été élu pour remplacer Gérando à l’Académie des inscriptions et belles-lettres.
Après avoir, au retour de son voyage en Grèce et en Asie Mineure, publié ses études sur la littérature grecque en Grèce, étudié toutes les littératures et toutes les langues, dont l’islandais, il s’est intéressé au chinois. Dix ans plus tôt, il avait étudié cette langue avec Abel Rémusat et mis en vers un roman du Céleste-Empire, maintenant c’était la philosophie de Lao Tseu qu’il s’est pris à expliquer, publiant dans la Revue des Deux Mondes des articles consacrés à l’examen de la traduction que Stanislas Julien avait donnée des œuvres de ce sage. En étudiant les idéogrammes, il a été amené à s’occuper des hiéroglyphes. Après avoir acquis ce système d’écriture, il s’est précipité avec ardeur sur les traces de Champollion. Parti à ses frais pour l’Égypte, en compagnie de Paul Durand, au milieu de l’été de 1844, il a rencontré Méhémet Ali, remonté le Nil jusqu’à la seconde cataracte, explorant tous les monuments et, après avoir gagné à cette expédition scientifique une longue et douloureuse dysenterie, il est revenu avec une ample moisson de documents, publiés en partie dans les trois articles dans la Revue des Deux-Mondes, sous le titre de Voyage et recherches en Égypte et en Nubie.
À son retour d’Égypte, il a été dans un état alarmant durant plus d’une année. Il habitait alors avec l’orientaliste Jules Mohl, qui lui a prodigué les soins les plus assidus pendant toute sa maladie. Il est ensuite allé en convalescence chez la vicomtesse de Noailles mais, encore incapable de monter en chaire, il a confié à Louis de Loménie le soin de le suppléer et, chaque fois que sa santé ou ses voyages l’ont momentanément forcé à abandonner son enseignement, c’est lui qu’il a choisi pour le remplacer.

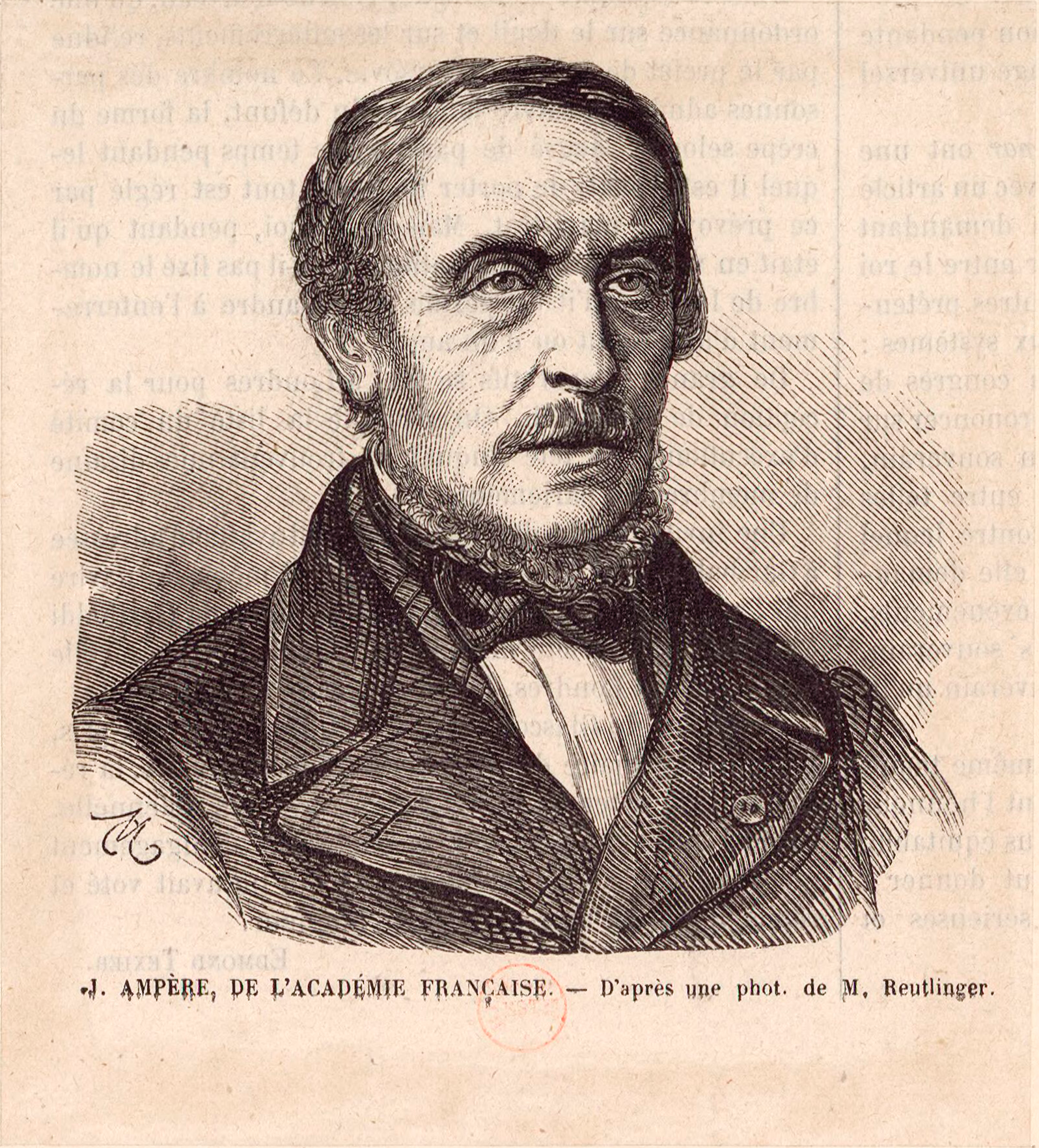
Portrait d’Ampère d’après Reutlinger.

Dans les premiers jours de 1847, il a été appelé à succéder à l’Académie française, à Alexandre Guiraud, mort en 1846. En 1848, à la mort de Chateaubriand, qui l’avait nommé un de ses exécuteurs testamentaires, il a accompli religieusement ce devoir. En mai 1849, après la mort de Juliette Récamier, sans consulter personne, son premier soin a été de se démettre de ses fonctions de conservateur de la bibliothèque Mazarine où, à l’avènement de la république de 1848, une place de conservateur étant venue à vaquer dans cet établissement, Alfred de Falloux, alors ministre de l’instruction publique, l’avait spontanément nommé. Un appartement spacieux et commode était attaché à cet emploi, mais il ne voulait pas s’interdire les courses lointaines.
Son ami François Désiré Roulin partait pour l’Espagne, pays qu’il ne connaissait pas. En juin 1849, s’en allant par l’Auvergne, il s’est arrêté chez Prosper de Barante, avant de rejoindre Roulin à la frontière. Lorsque ce dernier, rappelé à Paris, a repris le chemin de la France, il a complété son excursion en parcourant seul le Portugal. Achevant son exploration de la péninsule, apprenant que son ami Tocqueville, ayant abandonné le portefeuille des Affaires étrangères, se rendait à Sorrente, dont le climat était impérieusement ordonné pour réparer une santé et des forces usées au service du pays, et l’engageait à venir partager sa retraite, il est allé le retrouver aux environs de Naples.
C’est à Sorrente qu’il a conçu la pensée du voyage en Amérique qu’il a exécuté l’année suivante. Revenu à Paris à l’hiver de 1850 à 1851, il a repris son cours du Collège de France. Au mois d’aout 185l, il s’est embarqué pour l’Angleterre avec Frédéric Ozanam, déjà sérieusement atteint par la maladie, et sa femme, allant de compagnie visiter la première Exposition universelle de 1851. Enthousiasmé par ce qu'il y voit, il a poursuivi ce périple dans le nouveau monde, où il a séjourné huit mois, visitant toutes les parties du continent septentrional de l’Amérique, le Canada, la Nouvelle-Orléans, Cuba, pour terminer cette exploration par une course au Mexique. Il s’est risqué à y prédire la fondation d’une ville à l’isthme de Panama, qui serait un jour la reine des cités de l’univers. Il a diné avec Kossuth chez le Président de l’Union. À Charleston, il a assisté à une vente d’esclaves et s’est livré à des réflexions sur les inconvénients de l’esclavage par rapport au travail salarié.
Le 10 mai 1852, il est remonté dans sa chaire du Collège de France, où Loménie l’avait suppléé pendant le premier semestre. Désormais sa vie devait se partager assez inégalement entre Rome, Tocqueville et Paris. En mai 1856, il produit une comédie, un drame historique et un roman. À peine terminée l’impression de sa Promenade en Amérique, il s’est mis avec ardeur à réunir les matériaux, puis à écrire son Histoire romaine à Rome. En même temps qu’il se livrait aux immenses recherches que nécessitait cet ouvrage, il a composé un long poème sur la vie de César, puis un autre sur Alexandre, et enfin une troisième épopée, dont saint Paul est le héros. En 1853, il adressait des instructions aux informateurs locaux sollicités par le Ministre de l'Instruction publique Hippolyte Fortoul pour son inventaire des poésies populaires françaises.

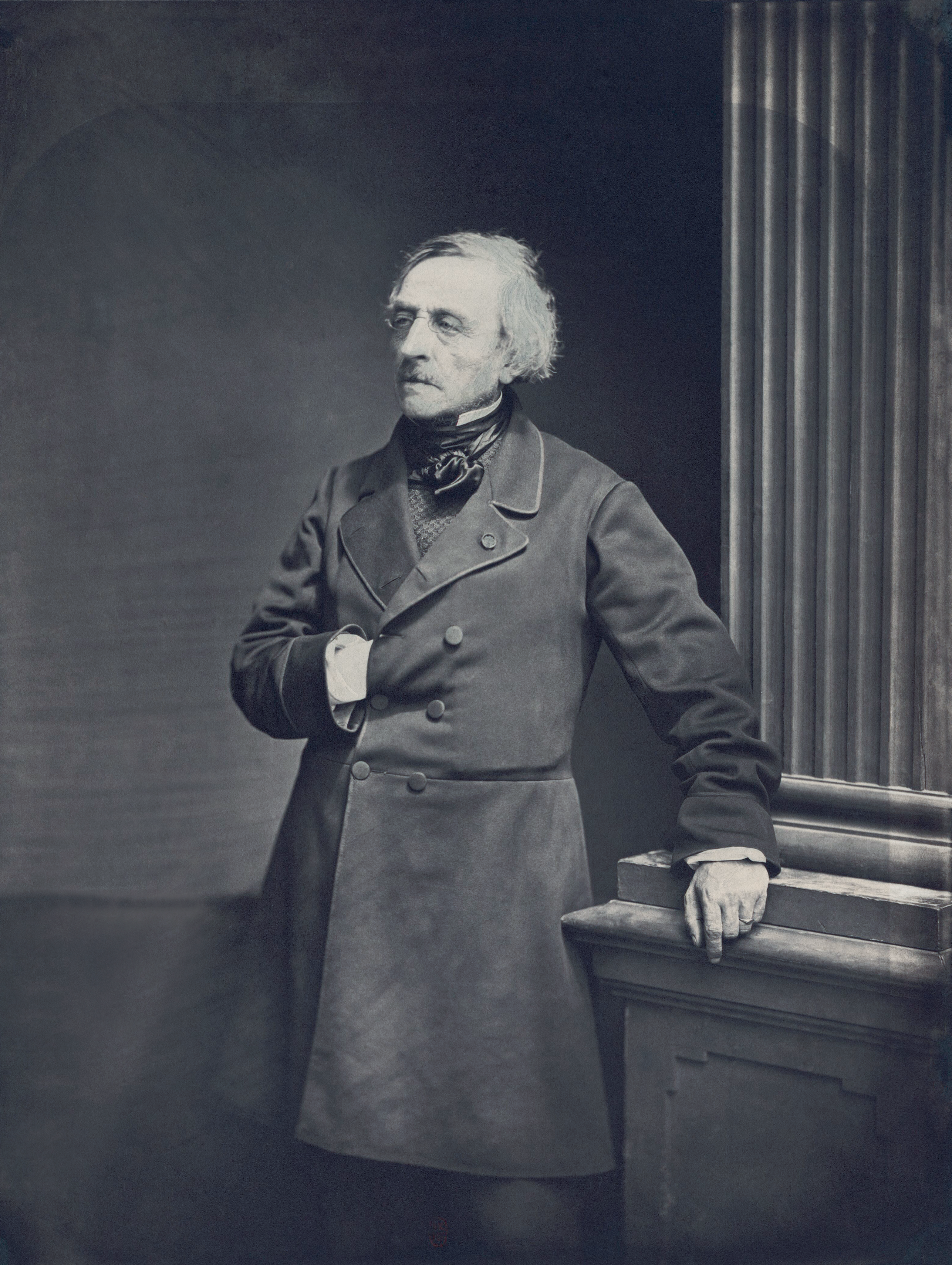
Photographie d’Ampère par Adam-Salomon.

Revenu en France après la mort de Tocqueville et de Lenormant, il a passé les hivers à Pau et les étés au château de Stors, en passant quelques semaines à Rome. Atteint, depuis plusieurs années, d’une affection du larynx, ne dormant pas assez et travaillant régulièrement jusqu’à quatre et cinq heures du matin, il est parti rejoindre à Pau Hortense et Casimir Cheuvreux mais, loin de se reposer, il a continué avec une activité fiévreuse la publication de son Histoire romaine. Écrivant encore les derniers chapitres du quatrième volume tout en corrigeant les épreuves du troisième, il n’est parvenu que par un travail inouï à achever son monument.
Dans les premiers jours de mars 1864, il écrivait en pleine santé et sans aucun sentiment de sa fin prochaine. Une semaine plus tard, il est mort subitement, léguant ses papiers et le peu de fortune dont il disposait à ses hôtes et amis. Il repose au cimetière de Montmartre dans la 30e division auprès de son père. Leur tombe comporte une stèle ornée de deux médaillons en bronze, œuvres du sculpteur Charles Gumery.
Une partie de son Histoire romaine à Rome a paru dans la Revue des Deux-Mondes. Il a donné au même recueil un assez grand nombre d'articles sur les littératures française, allemande, scandinave, sur les littératures orientales ; un poème intitulé Sigard, tiré de l’Edda et des Nibelungen, et un récit portant le titre de Hilda, ou le Christianisme au cinquième siècle, une Notice sur Tocqueville dans le Correspondant, divers articles dans le premier Globe, la Revue française, la Revue de Paris, le National, le Journal des Débats.

En 1929, une partie des archives d'Ampère est déposée à la bibliothèque de l'Institut de France par la marquise de Montebello, veuve de Gustave Lannes de Montebello et petite-fille de Casimir Cheuvreux, un de ses amis. Ce fonds contient notamment 254 lettres de Jean-Jacques Ampère à Juliette Récamier, que celle-ci a conservées et léguées à leur auteur. Le journaliste essayiste Lucien-Anatole Prévost-Paradol, son successeur à l'Académie Française, a prononcé son éloge, le 8 mars 1866, lors de son discours de réception.

« Ampère était né pour voyager, c’était en voyage qu’il était surtout lui-même, il a inventé même en littérature un genre inconnu jusqu’à lui […] Ce genre, c’est le voyage littéraire où le récit de l’écrivain ou du poète se vérifie sur les lieux. le livre à la main »

— Sainte-Beuve.

## Publications
- De l'histoire de la poésie, 1830.
- De la littérature française dans ses rapports avec les littératures étrangères au Moyen Âge, 1833.
- Littérature et voyages : Allemagne et Scandinavie, 1833.
- Histoire littéraire de la France avant le XIIe siècle, 3 vol., 1839 ;
- Voyage dantesque. Viaggio dantesco (1839), a cura di Massimo Colella, Florence, Polistampa / Società Dantesca Italiana, 2018.
- Histoire de la littérature au Moyen Âge. De la formation de la langue française, 3 vol., 1841.
- Ballanche, 1849.
- La Grèce, Rome et Dante : études littéraires d'après nature, 1848.
- Littérature, voyages et poésies, 2 vol., 1848.
- L’Histoire romaine à Rome, 4 vol., 1856.
- César, scènes historiques, 1859.
- Promenade en Amérique, 2 vol., 1860.
- La science et les lettres en Orient, 1865.
- Mélanges d'histoire et de littérature, 2 vol., 1867.
- L'Empire romain à Rome, 2 vol., 1867.
- Voyage en Égypte et en Nubie, 1868.
- Christian ou l'année romaine, 1887.